# Cheyres

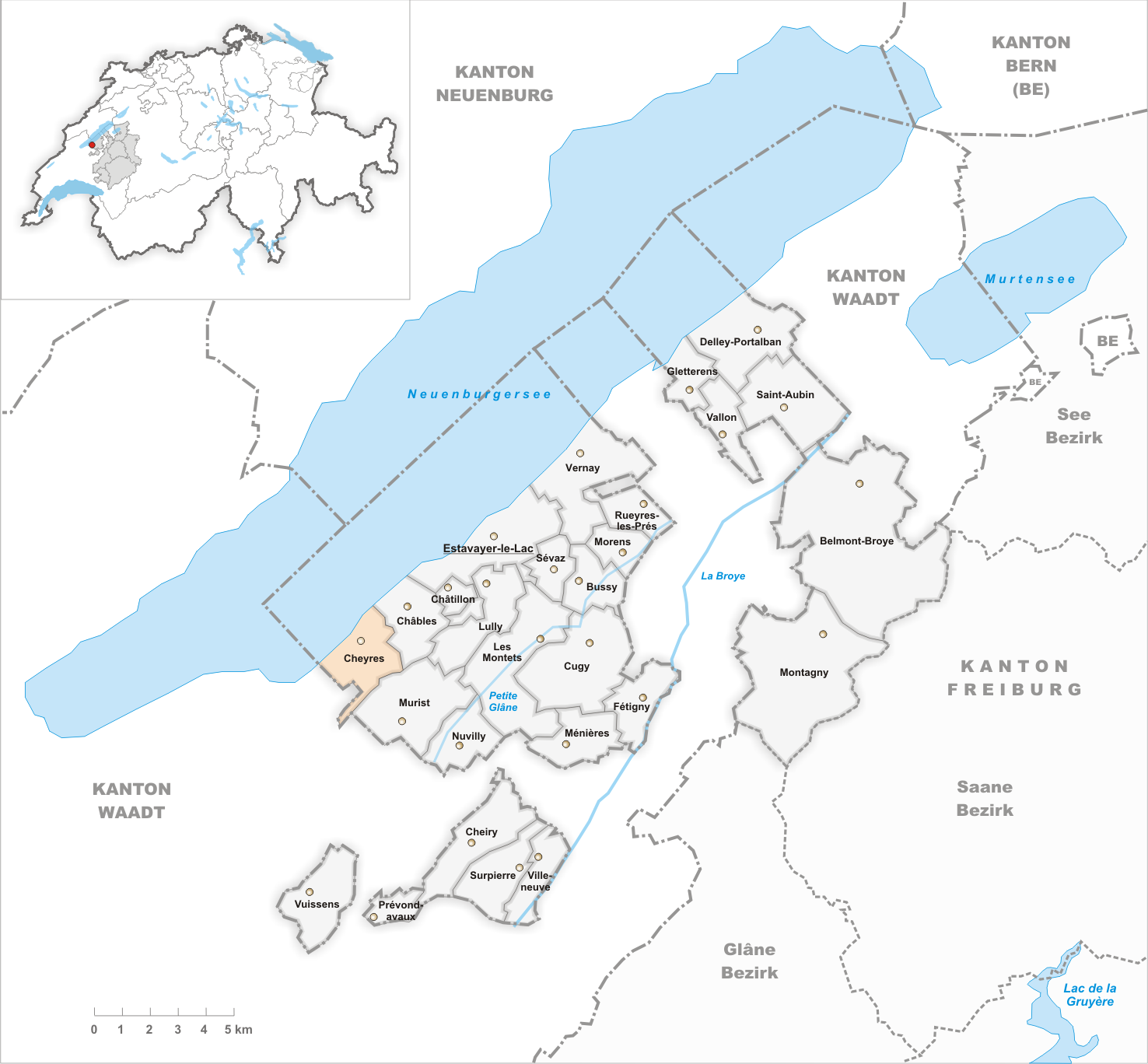
Gemeindestand vor der Fusion am 1. Januar 2017

Cheyres (Freiburger Patois Tsêreⓘ) war bis zum 31. Dezember 2016 eine politische Gemeinde im Distrikt Broye des Kantons Freiburg in der Schweiz. Auf den 1. Januar 2017 fusionierte Cheyres mit der Gemeinde Châbles zur neuen Gemeinde Cheyres-Châbles.

## Geographie
Cheyres liegt auf 454 m ü. M., sechs Kilometer südwestlich des Bezirkshauptortes Estavayer-le-Lac (Luftlinie). Das ehemalige Strassenzeilendorf erstreckt sich auf einer Geländeterrasse über dem Südufer des Neuenburgersees, am Fuss der südlich angrenzenden Molassehöhen, im nordwestlichen Freiburger Mittelland.
Die Fläche des 5,2 Quadratkilometer grossen Gemeindegebiets umfasst einen Abschnitt am Südufer des Neuenburgersees (rund 3 Kilometer Seeuferlinie). Im Bereich von Cheyres besitzt der See einen flachen bis zu 500 Meter breiten Uferrandstreifen, der mit Ausnahme des Geländes unterhalb des Dorfes von einem Schilf- und Sumpfwaldgürtel bestanden ist. Diese Zonen gehören zum Naturschutzgebiet der Grande Cariçaie.
Der Gemeindeboden erstreckt sich vom Uferrandstreifen südwärts über die Terrasse von Cheyres und über den Steilhang bis auf das Plateau (durchschnittlich 630 m ü. M.) des Molassehügellandes zwischen dem Neuenburgersee und dem Broyetal. Der Hang ist durch drei kurze, aber tief eingeschnittene Erosionstäler untergliedert: von Südwesten nach Nordosten sind dies das Tal des Ruisseau de la Croix (auch Le Pissiou genannt), der Graben Combodon und der Graben von Bonne Fontaine. Nach Südwesten reicht das Gebiet in einem schmalen Zipfel bis auf die Waldhöhe von La Râpe, auf der mit 698 m ü. M. der höchste Punkt von Cheyres liegt. Dieser Höhenrücken wird von der Autobahn A1 im 3 Kilometer langen Tunnel von Arrissoules unterfahren. Von der Gemeindefläche entfielen 1997 11 Prozent auf Siedlungen, 36 Prozent auf Wald und Gehölze, 45 Prozent auf Landwirtschaft, und etwas mehr als 8 Prozent war unproduktives Land (Schilfgebiet).
Zu Cheyres gehören die Weiler Le Moulin (440 m ü. M.) am Fuss der Molassehöhe nordöstlich des Dorfes, Champs d'Amont (636 m ü. M.) auf dem Plateau östlich des Grabens Combodon sowie ausgedehnte Ferienhaussiedlungen in Seenähe und einige Einzelhöfe. Nachbargemeinden von Cheyres sind Châbles und Murist im Kanton Freiburg sowie Chavannes-le-Chêne, Rovray und Yvonand im Kanton Waadt.

## Bevölkerung
Mit 1434 Einwohnern (Stand 31. Dezember 2016) gehörte Cheyres zu den kleineren Gemeinden des Kantons Freiburg. Von den Bewohnern sind 86,8 Prozent französischsprachig, 9,6 Prozent deutschsprachig, und 1,5 Prozent sprechen Portugiesisch (Stand 2000). Die Bevölkerungszahl von Cheyres belief sich 1850 auf 381 Einwohner, 1900 auf 403 Einwohner. Im Verlauf des 20. Jahrhunderts pendelte die Bevölkerungszahl stets im Bereich von 350 bis 420 Einwohnern. Erst seit 1980 (380 Einwohner) wurde ein rasches Bevölkerungswachstum verbunden mit einer Verdoppelung der Einwohnerzahl innerhalb von 20 Jahren verzeichnet.
Einwohnerzahlen: Volkszählungsdaten

## Wirtschaft
Cheyres war bis in die zweite Hälfte des 20. Jahrhunderts ein vorwiegend durch die Landwirtschaft geprägtes Dorf. Noch heute haben der Ackerbau und die Viehzucht einen wichtigen Stellenwert in der Erwerbsstruktur der Bevölkerung. Daneben gibt es oberhalb des Dorfes einige kleinere Weinbaugebiete und eine bedeutende Anzahl Obstbaumkulturen, insbesondere Kirschbäume. Die Brennerei Michel wurde 1894 gegründet.
Weitere Arbeitsplätze sind im lokalen Kleingewerbe und im Dienstleistungssektor vorhanden, darunter Baugeschäfte und mechanische Werkstätten. In den letzten Jahrzehnten hat sich das Dorf dank seiner attraktiven Lage auch zu einer Wohngemeinde entwickelt. Viele Erwerbstätige sind deshalb Wegpendler, die hauptsächlich in den Regionen Estavayer-le-Lac und Yverdon-les-Bains arbeiten.

### Tourismus
Seit den 1960er-Jahren hat Cheyres Anstrengungen unternommen, den Tourismus anzukurbeln. In der flachen Zone nahe dem Seeufer wurden zahlreiche Ferien- und Wochenendhäuser erbaut, daneben gibt es einen Campingplatz, Sport- und Freizeitanlagen und einen im Jahr 2006 eröffneten Hafen.

### Verkehr
Die Gemeinde ist verkehrsmässig recht gut erschlossen. Sie liegt an der Hauptstrasse von Yverdon-les-Bains nach Estavayer-le-Lac. Am 1. Februar 1877 wurde die Eisenbahnlinie von Yverdon nach Payerne mit einem Bahnhof in Cheyres in Betrieb genommen. Darüber hinaus verkehren einzelne Buskurse der Transports publics Fribourgeois von Estavayer-le-Lac nach Cheyres.

## Geschichte
Cheyres kann auf eine sehr lange Siedlungstradition zurückblicken. Am Ufer des Neuenburgersees wurden Überreste von Uferrandsiedlungen und Pfahlbauten aus dem Neolithikum und aus der Bronzezeit entdeckt. Auch während der Römerzeit befand sich hier ein Lagerplatz.
Die erste urkundliche Erwähnung des Ortes erfolgte 1230 unter dem Namen Cheres; von 1233 ist die Bezeichnung Chieres überliefert. Der Ortsname ist vom lateinischen villa Carias abgeleitet und geht wahrscheinlich auf das Femininum Caria des römischen Personennamens Carius zurück.
Im Mittelalter war Cheyres zunächst Teil der Herrschaft Font-La Molière, dann bildete es nach deren Aufteilung 1441 eine eigene Herrschaft, zu der auch Bollion und Seiry gehörten. Später erfuhr Cheyres zahlreiche Besitzerwechsel: Nachdem Bern 1536 das Waadtland erobert hatte, geriet es unter die Herrschaft von Freiburg und wurde der Vogtei Estavayer zugeteilt. Die Herrschaft Cheyres kam 1560 an die Lausanner Familie Praroman und von dieser 1704 durch Kauf an Freiburg, wobei es zu einer eigenen Vogtei erhoben wurde. Kirchlich gehörte Cheyres bis zur Reformation 1536 zur Pfarrei Yvonand, seither bildete es eine eigenständige Kirchgemeinde.
Nach dem Zusammenbruch des Ancien Régime (1798) gehörte Cheyres während der Helvetik und der darauf folgenden Zeit zum Bezirk Estavayer und wurde 1848 in den Bezirk Broye eingegliedert.

## Sehenswürdigkeiten

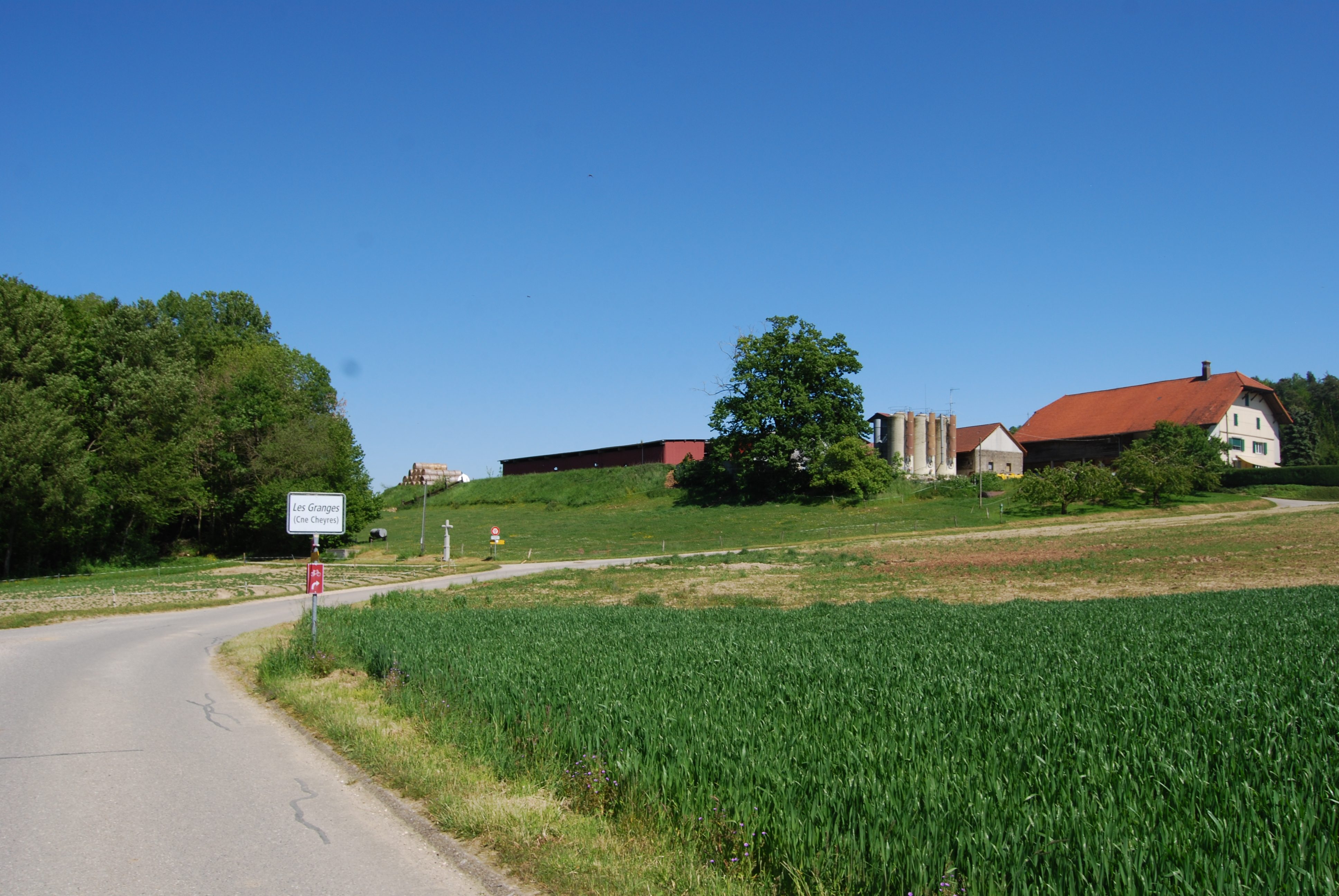
Eingang zum Weiler Les Granges de Cheyres

Die Pfarrkirche Saint-Nicolas geht im Kern auf das späte 15. Jahrhundert zurück, wurde aber in den Jahren 1749 bis 1752 praktisch neu erbaut. Sie besass eine Schreinmadonna aus dem 14. Jahrhundert, die 1976 gestohlen und 2000 durch eine Kopie ersetzt wurde. Die Kapelle Notre-Dame de Bonne Fontaine im Wald östlich des Dorfes war lange Zeit ein wichtiger Wallfahrtsort.
Auch das neben der Kirche stehende Schloss von Cheyres stammt ursprünglich aus dem 15. Jahrhundert, zerfiel aber im 18. Jahrhundert zur Ruine. Es wurde 1772–1774 wieder aufgebaut, war Residenz des von Freiburg eingesetzten Vogtes und besitzt einen reich skulptierten Frontgiebel mit dem Wappen von Freiburg. Im Ortskern sind einige charakteristische Bauernhäuser aus dem 17. bis 19. Jahrhundert erhalten.